# Vireo olivaceus
Il vireo occhirossi (Vireo olivaceus Linnaeus, 1766) è un uccello della famiglia dei Vireonidi originario di una vasta area del Nuovo Mondo, dal Canada fino all'Amazzonia e all'Argentina.

## Tassonomia
Se ne riconoscono dieci sottospecie:
- V. o. olivaceus (Linnaeus, 1766) - Canada e Stati Uniti centrali e orientali;
- V. o. caucae (Chapman, 1912) - Colombia occidentale;
- V. o. griseobarbatus (von Berlepsch e Taczanowski, 1884) - Ecuador occidentale e Perù nord-occidentale;
- V. o. pectoralis J. T. Zimmer, 1941 - Perù settentrionale;
- V. o. solimoensis Todd, 1931 - Ecuador orientale, Perù nord-orientale ed estremità occidentale del Brasile;
- V. o. vividior Hellmayr e Seilern, 1913 - Colombia, Venezuela, Guiane, Brasile settentrionale e Trinidad;
- V. o. tobagensis Hellmayr, 1935 - Tobago;
- V. o. agilis (M. H. K. Lichtenstein, 1823) - Brasile orientale;
- V. o. diversus J. T. Zimmer, 1941 - Paraguay orientale, Brasile sud-orientale, Uruguay e Argentina nord-orientale;
- V. o. chivi (Vieillot, 1817) - Amazzonia occidentale e sud-occidentale e Argentina meridionale e centrale.

## Descrizione
Con una lunghezza di 13–14 cm, il vireo occhirossi ha la stessa taglia del canapino maggiore (Hippolais icterina), che ricorda in parte, avendo capo piuttosto grosso e becco massiccio, coda corta con apice squadrato, parti superiori verde oliva e zampe grigio piombo. È riconoscibile per il disegno del capo appariscente: lungo sopracciglio biancastro, ben marcato, dai bordi scuri sopra (definito) e sotto (più corto) e il vertice grigio blu. L'iride rossa (o marrone rossastra) talvolta è discernibile. Il verso è costituito da uno stridulo, nasale civuei.